# Djelida
Djelida (en arabe : جليدة) est une commune algérienne de la wilaya d'Aïn Defla, située  dans le Nord du pays à 15 kilomètres au sud-est d'Aïn Defla.

## Géographie
La commune est située au pied des monts de l'Ouarsenis entre le mont Doui au nord-ouest, le Chellif au nord-est, elle jouxte le barrage de Harraza. C'est une région agricole par excellence aux terres fertiles, connue surtout pour la culture de la pomme de terre.